# Collégiale Saint-Hildevert de Gournay-en-Bray
La collégiale Saint-Hildevert de Gournay-en-Bray est une ancienne collégiale, aujourd'hui église paroissiale, située dans le département de la Seine-Maritime.
L'église fait l’objet d’un classement au titre des monuments historiques par la liste de 1840.

## Histoire
C'est au XIe siècle qu'est élevée la collégiale alors dédiée à saint Étienne. Elle est reconstruite au XIIe siècle sur ses vestiges. Son plan comprenait à l'origine une nef avec des collatéraux de six travées, un transept avec absidioles et une tour à la croisée, un chœur de trois travées et un chevet plat. Elle est incendiée en 1174, tout comme le reste de la ville de Gournay. Il reste de la collégiale les murs de la nef romane et les voûtes du chœur de la chapelle Saint-Joseph. Des arcs gothiques viennent couvrir la nef et le transept, tandis que le chœur est en partie reconstruit. La nouvelle collégiale est consacrée le 29 avril 1192. Ce serait au XIIIe siècle avec la venue de trois clercs de Meaux qui transportaient de ville en ville les reliques de saint Hildevert, évêque du diocèse de Meaux, que remonte la dédicace de la collégiale.
C'est au XIIIe siècle que la façade occidentale est reprise. La dernière travée se trouve surmontée de deux tours carrées inachevées. Au XIVe siècle, le chevet est percé d'une grande fenêtre. La tour à la croisée du transept disparaît en 1617, remplacée par une tour-lanterne détruite en 1649. De 1650 à 1660, les deux tours sont surélevées par un clocher en charpente couvert d'ardoise.

## Mobilier
La collégiale abrite un buffet d'orgue des XVI et XVIIIe siècles, dont les éléments les plus anciens datent de 1538, classé au titre d'objet en 1840.